# Roberto Dias Branco
Roberto Dias Branco (São Paulo, 7 januari 1943 - aldaar, 26 september 2007) was een Braziliaans voetballer, die bekend stond als Roberto Dias.

## Biografie
Roberto Dias begon bij de jeugd van São Paulo en maakte in 1960 zijn debuut in het eerste elftal. Hij maakte furore bij de club, die echter geen prijzen pakte omdat uitgaven niet naar betere spelers ging maar naar de voltooiing van de bouw van het Estádio do Morumbi. Bovendien waren de clubs Palmeiras en Santos oppermachtig in de jaren zestig. In 1970 won hij aan de zijde van andere sterspelers Gérson en Toninho Guerreiro het Campeonato Paulista, dertien jaar na de laatste titel. Door een hartaanval moest hij lange tijd aan de kant. In 1971 speelde hij slechts één wedstrijd, dat jaar won de club ook wel de staatstitel. In 1973 verliet hij de club voor het kleinere CEUB en van 1974 tot 1977 ging hij voor het Braziliaanse Jalisco spelen. Hij keerde nog terug naar Brazilië in 1978. 
Van 1960 tot 1966 speelde hij ook voor het nationale elftal. Hij werd uiteindelijk niet meegenomen naar het WK 1966, ten voordele van de al oudere Zito, wat hem naar eigen zeggen zwaar viel. 
Op 25 september 2007 kreeg hij tijdens het douchen een hartstilstand en overleed een dag later.